# Braulio Rodríguez Plaza
Braulio Rodríguez Plaza (27 de janeiro de 1944) é um arcebispo espanhol, Arcebispo emérito de Toledo.
Foi ordenado padre em 3 de abril de 1972, na diocese de Madri. Estudou humanística, teologia e filosofia nos seminários de Madrid, onde obteve em 1973 a licenciatura em Teologia Bíblica pela Universidade Pontifícia Comillas. Em 6 de novembro de 1987, é nomeado bispo de Osma–Sória.
Recebe a consagração episcopal em 20 de dezembro. Em 12 de maio de 1995, foi transferido para a Sé de Salamanca, onde permaneceu até 28 de agosto de 2002, quando é elevado a metropolita de Valladolid.
O Papa Bento XVI, em substituição do Cardeal Antonio Cañizares Llovera, o nomeia Arcebispo Metropolitano de Toledo e Primaz da Espanha em 16 de abril de 2009, ocupando o 120.º lugar na sucessão apostólica da arquidiocese primaz.